# 竹富郵便局
竹富郵便局（たけとみゆうびんきょく）は、沖縄県八重山郡竹富町にある郵便局である。

## 概要
竹富島中心部の東集落にある郵便局で、琉球建築を模してシーサーを載せた赤瓦葺の局舎が特徴的である。局舎の前には 丸型ポストが置かれている。この局舎は、日本郵政の発足時のCMやポスターにも登場し た。
2009年（平成21年）6月23日に発売されたふるさと切手「ふるさと心の風景 第5集」では、切手及びシートの図案に原田泰治が描いた本郵便局が用いられている。
2009年（平成21年）8月3日からは、本局及び小浜島郵便局、黒島郵便局の窓口で、竹富町が発行する戸籍謄本・抄本、納税証明書、外国人登録原票記載事項証明書、住民票の写し、戸籍の付票の写し、印鑑登録証明書の交付事務が行われている。
また、2011年（平成23年）7月15日からは、全国初の切手付きはがきの「竹富島入島証明書」を発売している。
2005年（平成17年）の映画『ニライカナイからの手紙』では、主人公の祖父がこの局の郵便局長という設定であった。

## 取扱内容
- 郵便、印紙、ゆうパック[1]
- 貯金、為替、振替、振込、国債[1]
- 生命保険、バイク自賠責保険[1]
- ゆうちょ銀行ATM[1]